# 櫻井浩美
櫻井 浩美（さくらい はるみ、10月21日 - ）は、日本の女性声優。東京都出身。代表作は『H2O -FOOTPRINTS IN THE SAND-』（小日向はやみ）、『Angel Beats!』（仲村ゆり）、『クイーンズブレイド リベリオン』（ルナルナ）、『FAIRY TAIL』（リサーナ・ストラウス）、『白銀の意思 アルジェヴォルン』（シルフィー・アップルトン）。

## 経歴
中学生の頃から舞台や歌が好きだった。しかし、ゲームやアニメも好きでよく考えてみたところ「好きなこと全部関わっっているのが声優じゃないか」と思ったこと、声優志望だった友人の影響もあり、養成所に入所。養成所時代、同じ夢を持っていた人物たちと一緒に喋ったり練習したりすることは楽しかったものの、初仕事が来るまで1年くらい間があり、「ほんとうにこの世界でやっていけるのかな」と不安になった。初めてアフレコに参加していた時は、今までアニメを見ている側だったこともあり、声優は櫻井にとっては雲の上の人物だったと語る。しかし、現場に入ったところ、先輩の声優とも話をする機会があり、櫻井に対して皆は気さくに話かけていた。その時の櫻井は「ほんとうにいい方たちばかりだな」と思い、感動していたといい、緊張せずに収録できたこともあったという。
2006年7月、壱智村小真、浅井晴美と自主制作でネットラジオ『studio TeaParty』を開始。番組内での愛称は「はるるん」。2010年5月には事務所の意向により同ラジオを卒業した。
2009年1月までオフィスCHKに所属。その後、フリーとなり、同年2月から元氣プロジェクトを経て9月からはオフィス ワタナベに所属している。

## 人物
『Angel Beats!』のゆり役には、原作者の麻枝准の推薦によりオーディションに参加した。キャスティング会議にて、麻枝は以前一緒に仕事したことのある櫻井を身内びいきになることから推さなかったものの、監督の岸誠二と音響監督の飯田里樹の推薦により、櫻井がゆり役を担当することが決定された。麻枝は推薦理由に関して「彼女が当たり役だなと思った」と話している。
趣味・特技はピアノ、桜グッズ集め、歌、読書、自転車で散歩。
同業の小野涼子は親友、田中涼子、小林眞紀、大久保藍子、園田ひろこらとも仲が良い。また、『Angel Beats!』での共演以後、松浦チエとも親交が深い。

## 出演
太字はメインキャラクター。

### テレビアニメ
2003年
- 冒険遊記プラスターワールド（Pデリィ / デリィ 他）

2004年
- 今日からマ王!（2004年 - 2009年、サングリア、ジルタ、女性、お姉さん、女性A、巫女、女の子、女、子供、女兵士 他） - 3シリーズ

2005年
- うえきの法則（カムイ・ロッソ）

2006年
- ガンパレード・オーケストラ（飛子室アズサ）

2008年
- H2O -FOOTPRINTS IN THE SAND-（小日向はやみ）
- 恋姫†無双（2008年 - 2010年、孫権） - 2シリーズ

2009年
- PandoraHearts（ドルダム、酒場客C、女生徒B、少女、女性）

2010年
- FAIRY TAIL（2010年 - 2025年、リサーナ・ストラウス、アラーニャ） - 4シリーズ
- 会長はメイド様!（さゆ、女子A、お姉さんA、女性客A、ファンB、女子中学生A、女子B、母親、生徒C）
- Angel Beats!（仲村ゆり）
- MAJOR（女性アナウンサー、エマ、アナウンサー、女性ファン、Jr.の彼女、灰田、ホーネッツファン、コニー・マードック、通行人）
- とある魔術の禁書目録 シリーズ（2010年 - 2019年、結標淡希） - 2シリーズ

2011年
- 聖痕のクェイサーII（瀬田深雪）
- バクマン。（2011年 - 2013年、大槻菜々見） - 2シリーズ
- はっぴーカッピ（ホイッピ、男の子）
- 神様のメモ帳（佐久間翔子）
- ましろ色シンフォニー（ぱんにゃ、瀬名蘭華、ママにゃ）
- 真剣で私に恋しなさい!!（板垣亜巳）

2012年
- ハイスクールD×D（2012年 - 2013年、イザベラ、カテレア・レヴィアタン） - 2シリーズ
- クイーンズブレイド リベリオン（ルナルナ）
- アクセル・ワールド（ニッケル・ドール）
- ZETMAN（女子高生）
- 探偵オペラ ミルキィホームズ（2012年 - 2015年、キティ・エバンズ、無線の声、ダンスの先生） - 2シリーズ+特別編1作品
- 人類は衰退しました（A先輩）
- 好きっていいなよ。（女子生徒）
- To LOVEる -とらぶる- ダークネス（2012年 - 2015年、御門涼子） - 2シリーズ
- さくら荘のペットな彼女（紀子）
- トータル・イクリプス（ヴァレンタイン）

2013年
- 俺の彼女と幼なじみが修羅場すぎる（女B）
- AKB0048 next stage（女A）
- 琴浦さん（ノリコ）
- D.C.III 〜ダ・カーポIII〜
- はたらく魔王さま！（2013年 - 2022年、客母、券売機のアナウンス、佐々木陽奈子） - 2シリーズ
- 翠星のガルガンティア（艦隊通信、サルベージ屋、エイダ・マツモト）
- ゆゆ式（書店店員、コンビニ店員）
- ビーストサーガ（ナース）
- 変態王子と笑わない猫。（筒隠つかさ）
- 神のみぞ知るセカイ 女神篇（生駒みなみ、ギラ、生徒、スタッフ、歩美の母、ヴィンデージ）
- 戦姫絶唱シンフォギアG（鏑木乙女、大木杏胡）
- きんいろモザイク（2013年 - 2015年、Aクラスの担任、A組の先生、先生、女子生徒） - 2シリーズ
- 超次元ゲイム ネプテューヌ THE ANIMATION（検問システム）
- ゴールデンタイム（玲那先輩、受付）

2014年
- ストライク・ザ・ブラッド（エマ・メイヤー）
- ウィッチクラフトワークス（〈前〉生徒会長）
- 龍ヶ嬢七々々の埋蔵金（黒須参差）
- ノーゲーム・ノーライフ（メイド）
- ご注文はうさぎですか?（2014年 - 2020年、女性、母親） - 2シリーズ
- 白銀の意思 アルジェヴォルン（シルフィー・アップルトン）
- まじもじるるも（飯田瑠璃）
- 精霊使いの剣舞（ヴィヴィアン・メローサ）
- selector spread WIXOSS（ふたせ文緒）
- 四月は君の嘘（2014年 - 2015年、アナウンス、司会者、館内放送）
- グリザイアの果実（アナウンス）
- SHIROBAKO（2014年 - 2015年、先輩OL A、マネージャー）

2015年
- 純潔のマリア（ウジェニー）
- 聖剣使いの禁呪詠唱（黒魔女子B）
- アルスラーン戦記（女官、侍女、妊婦）
- ミカグラ学園組曲（遊兎の母）
- ダンジョンに出会いを求めるのは間違っているだろうか（2015年 - 2024年、デメテル） - 2シリーズ
- 食戟のソーマ（2015年 - 2020年、郁魅母、女性、女性客A、サージェ） - 3シリーズ
- 下ネタという概念が存在しない退屈な世界（OL）
- 落第騎士の英雄譚（アナウンス、生徒達、母親、仲間、オニイタマ、上級生、女子生徒）
- VALKYRIE DRIVE -MERMAID-（冴島牙美）
- 機動戦士ガンダム 鉄血のオルフェンズ（タービンズ女性）

2016年
- Dimension W（レッド）
- おしえて! ギャル子ちゃん（保健医）
- ビッグオーダー（元伊勢の巫女）
- アクティヴレイド -機動強襲室第八係- 2nd（女性秘書）
- 斉木楠雄のΨ難（2016年 - 2018年、島京佳） - 2シリーズ + 完結編
- WWW.WORKING!!（女性〈1〉、女性客）
- TO BE HERO（女A、おっさんの妻）
- フリップフラッパーズ（保健の先生）
- ブブキ・ブランキ 星の巨人（ニュースキャスター）

2017年
- MARGINAL#4 KISSから創造るBig Bang（記者B）
- 亜人ちゃんは語りたい（アナウンサー）
- 風夏（小雪の母）
- クズの本懐（タクヤの女）
- Re:CREATORS（母親、セツナの母）
- ソード・オラトリア ダンジョンに出会いを求めるのは間違っているだろうか外伝（デメテル）
- サクラクエスト（小山泉）
- ナイツ&マジック（カタリーナ・カミラ・ジャロウデク）
- THE IDOLM@STER Prologue SideM -Episode of Jupiter-（翔太・母）
- キノの旅 -the Beautiful World- the Animated Series（女、案内人）

2018年
- スロウスタート（教員）
- からかい上手の高木さん（2018年 - 2019年、体育の先生） - 2シリーズ
- りゅうおうのおしごと!（記者）
- ハクメイとミコチ（ケイカ）
- ヒナまつり（瞳の母 他）
- 重神機パンドーラ（野次馬）
- TO BE HEROINE（玩具の音声）
- 七星のスバル（音声）
- Phantom in the Twilight（ラジオ音声B）
- やがて君になる（五十嵐みどり）
- となりの吸血鬼さん（吸血鬼母）
- 転生したらスライムだった件（2018年 - 2021年、エルフA） - 2シリーズ

2019年
- サークレット・プリンセス（芳村薫）
- ぼくたちは勉強ができない（母親、養護教諭） - 2シリーズ
- フルーツバスケット（2019年 - 2021年、不良、家政婦） - 2シリーズ
- ロード・エルメロイII世の事件簿 -魔眼蒐集列車 Grace note-（ガウリカ）
- 星合の空（悠汰の母、女子生徒）
- ライフル・イズ・ビューティフル（友松ゆかり）

2020年
- ミュークルドリーミー（2020年 - 2021年、取材女性、杉山ママ、インタビュアー） - 2シリーズ
- モンスター娘のお医者さん（母親）
- ハクション大魔王2020（担任の先生）
- 神様になった日（愛来の母）
- A3!（観客）

2021年
- 2.43 清陰高校男子バレー部（女性）
- EDENS ZERO（2021年 - 2023年、バーナデッド、星系連盟軍兵士、ブリトニー） - 2シリーズ
- Vivy -Fluorite Eye's Song-（客）
- ひぐらしのなく頃に卒（竜宮礼子）
- NIGHT HEAD 2041（佐藤広子、街頭アナウンス）
- SELECTION PROJECT（小泉姫子）
- 見える子ちゃん（木戸、豪塚の妻）
- かぎなど（2021年 - 2022年、朱鷺戸沙耶、仲村ゆり） - 2シリーズ
- 世界最高の暗殺者、異世界貴族に転生する（マーガレット）

2022年
- 失格紋の最強賢者（受付嬢）
- 処刑少女の生きる道（ミリィの母親）
- ヒーラー・ガール（安藤霙）
- 忍の一時（秘書）
- 後宮の烏（衛青の母）
- 異世界おじさん（ミネア）

2023年
- あやかしトライアングル（すずの母）
- クールドジ男子（あさみの友人、エレベーター）
- 好きな子がめがねを忘れた（女子生徒、給食係の女の子、伊佐美紘、教師）
- SYNDUALITY Noir（イザベル）
- 贄姫と獣の王（セトの母）
- 新しい上司はど天然（元妻）
- 帰還者の魔法は特別です（プラムの母）
- Dr.STONE NEW WORLD（ソユーズの母）

2024年
- 異世界失格（システム音声）
- 2.5次元の誘惑（桟浅美）
- 魔法使いになれなかった女の子の話（保健の先生）

2025年
- 九龍ジェネリックロマンス（ローズ）

### 劇場アニメ
- 伏 鉄砲娘の捕物帳（2012年）
- AURA 〜魔竜院光牙最後の闘い〜（2013年、榎本）
- 劇場版 FAIRY TAIL -DRAGON CRY-（2017年、リサーナ・ストラウス）
- 劇場版 SHIROBAKO（2020年、しずかのマネージャー、なめろうの男の子F[28]）
- コードギアス 奪還のロゼ（2024年、管制官、事務官）

### OVA
2007年
- 今日からマ王! R（サングリア）

2008年
- 学校の怪談
- ToHeart2 OVAシリーズ（2008年 - 2010年、シルファ） - 3作品

2009年
- 恋姫†無双 OVAシリーズ（2009年 - 2011年、孫権） - 3作品

2012年
- FAIRY TAIL 〜メモリーデイズ〜（リサーナ・ストラウス）

2013年
- ハイスクールD×D（美加） - 小説第15巻BD付限定版
- To LOVEる -とらぶる- ダークネス（2013年 - 2016年、御門涼子） - コミックス第8、15巻限定版に付属

2014年
- リトルバスターズ! EX（朱鷺戸沙耶 / あや、叔母）

2015年
- Angel Beats! -Hell's Kitchen-（仲村ゆり）

2019年
- まじもじるるも 完結編（裁判官C） - 原作第3部コミックス第9巻OAD付限定版

### Webアニメ
- Starry☆Sky（2010年、園児〈1〉、不良〈2〉、先生、子供〈1〉）
- モンスターストライク（2015年、福原あゆみ）
- 斉木楠雄のΨ難 Ψ始動編（2019年、島京佳）

### ゲーム
2001年
- シェンムーII（石雅麗、仲裕寧、劉英愛）

2006年
- うえきの法則 倒すぜロベルト十団!!（カムイ・ロッソ）
- カオスウォーズ（シェリー、カレン）
- ガンパレード・オーケストラ 白の章 / 青の章（女、店員、飛子室アズサ） - 2作品
- 闇夜にささやく〜探偵 相楽恭一郎〜（石川渚）

2007年
- アガレスト戦記（ベアトリス）
- 今日からマ王! 眞マ国の休日（サングリア）
- 翡翠の雫 緋色の欠片2（八坂真緒）
- 魔女っ娘ア・ラ・モードII 〜魔法と剣のストラグル〜（レイス）
- 萌え萌え2次大戦(略)（ルーデル、ルリ）

2008年
- H2O+（小日向はやみ）
- 萌え萌え2次大戦（略）☆デラックス（ルーデル、ルリ）
- ZODIAC-前編- / -後編-（南爪らせん） - 2作品
- キミの勇者（ハイム）
- 恋する乙女と守護の楯 The shield of AIGIS（2008年 - 2020年、椿原蓮） - 3作品
- 恋姫†夢想 〜ドキッ☆乙女だらけの三国志演義〜（孫権、孫策）
- どきどき魔女神判2（羽織くれは）

2009年
- Under The Moon 〜Crescent〜（アーシェ）
- 萌え萌え2次大戦（略）☆ウルトラデラックス（ルーデル、ルリ）
- 真・翡翠の雫 緋色の欠片2（八坂真緒）
- ナデプロ!! キサマも声優やってみろ!（相葉美桜）
- リトルバスターズ! Converted Edition（朱鷺戸沙耶）

2010年
- 真・恋姫†夢想〜乙女繚乱☆三国志演義〜 呉編（孫権）
- 真・翡翠の雫 緋色の欠片2 ポータブル（八坂真緒）
- 絶対ヒーロー改造計画（大黒堂ノア）

2011年
- STARHORSE3（音声ガイド、カジノディーラー、ウグイス嬢）
- 次の犠牲者をオシラセシマス -君とこの果てることのない暗闇を-（青樹香菜）
- ToHeart2 ダンジョントラベラーズ（HMX-17c シルファ）
- ToHeart2 DX PLUS（シルファ）
- ノーブルリージュ!（ミエル）
- ましろ色シンフォニー *mutsu-no-hana（瀬名蘭華、ぱんにゃ）

2012年
- アガレスト戦記 Mariage（パニーニャ）
- 圧倒的遊戯 ムゲンソウルズ（シャンディ・サンシャイン）
- あまつみそらに! 雲のはたてに（葉月深景、八重深津速銀王）
- オレは少女漫画家（神尾千佳）
- ハートフルシミュレーター PACHISLOT ToHeart2（シルファ）
- FAIRY TAIL ゼレフ覚醒（リサーナ・ストラウス）
- 舞華蒼魔鏡（古明地さとり）
- 真剣で私に恋しなさい!!R（板垣亜巳）

2013年
- 圧倒的遊戯 ムゲンソウルズZ（シャンディ）
- 星霜のアマゾネス（ショチョー）
- マブラヴ オルタネイティヴ トータル・イクリプス（ヴァレンタイン）
- 嫁コレ（仲村ゆり）
- オレは少女漫画家R（神尾千佳）

2014年
- 限界凸記 モエロクロニクル（カリプソ）
- ダンジョントラベラーズ2 王立図書館とマモノの封印（HMX-17c シルファ）
- 恋姫†演武（孫権）
- ToHeartハートフルパーティ（シルファ）
- もっと姉、ちゃんとしようよっ! +PLUS（一条楓子）
- サウザンドメモリーズ（静眼の心銃士 レト）
- Angel Beats! -Operation Wars-（ゆり）

2015年
- Angel Beats! -1st beat-（ゆり）
- ザクセスヘブン（ミュウ、シータ、天地双美）
- To LOVEる -とらぶる- ダークネス トゥループリンセス（御門涼子）
- ラングリッサー リインカーネーション -転生-（クリス）
- ロイヤルフラッシュヒーローズ（ヴァネッサ・ヘイリー）

2016年
- シルヴァリオ ヴェンデッタ -Verse of Orpheus-（ウラヌス-No.ζ）
- Rewrite IgnisMemoria（ゆり）

2017年
- エンドライド -X fragments-（カナリー）
- 魔法禁书目录（結標淡希） - 中国製スマホゲーム
- ダンジョンに出会いを求めるのは間違っているだろうか 〜メモリア・フレーゼ〜（デメテル）

2018年
- 天華百剣 -斬-（ゆり）
- 天涯ニ舞ウ、粋ナ花
- 蒼青のミラージュ（カボット）

2019年
- とある魔術の禁書目録 幻想収束（結標淡希）

2020年
- セブンズストーリー（朱鷺戸沙耶、仲村ゆり）
- 偽りのアリス（仲村ゆり）

2022年
- ヘブンバーンズレッド（2022年 - 2024年、仲村ゆり、補給部隊員）
- 東方ダンマクカグラ（霍青娥）

2023年
- テミラーナ国の強運姫と悲運騎士団（イザベラ・ファリアス・ユベルヴェーク）
- モンスターストライク（2023年 - 2025年、エニエニル、アンキレー）
- ONE.（深山雪見）

2024年
- Tower of Fantasy（ロズリン）
- ブルーアーカイブ（京極サツキ）
- 幻想のヴァルキューレ（パチュリー・ノーレッジ）

### 吹き替え

#### 映画
- イン・ザ・ベッドルーム（2002年）
- ドン・ジュアン（シャルロット）
- 恋のおかたづけしましョ!（英語版）（ウェイトレス）
- 夢見る頃を過ぎても

#### ドラマ
- シカゴ・ホープ（ジェイソン）

#### 海外アニメ
2004年
- X-MEN エボリューション（キティ・プライド / シャドウキャット）
- ケアベア ジョークタウンへの旅（なかよしベア）

2007年
- ケアベア お願いベアの願いごと!（なかよしベア）
- ケアベア ずっこけベアの大冒険（なかよしベア）
- ケアベア 友達を助けよう（なかよしベア）

2009年
- バットマン:ブレイブ&ボールド（ファイアー、カタナ、二代目ブラックカナリー、ストンパ、アーサー・ジュニア）

### ラジオ
※はインターネット配信。
- studio TeaParty（2006年 - 2010年）
- 来栖川重工プレゼンツ メイドロボ3姉妹 ラジオはじめました（2009年 - 2010年）
- Angel Beats! SSS（死んだ 世界 戦線）RADIO（2010年3月18日 - 2011年）

#### ラジオCD
- ラジオCD『来栖川重工presents メイドロボ3姉妹 ラジオはじめました』Vol.1 - 3（2010年1月 - 9月）
- ラジオCD「Angel Beats! SSS（死んだ 世界 戦線）RADIO」vol.1 - 7（2010年 - 2011年）
- SCRUM Radio〜らむらじ〜 ラジオCD Vol.4（2014年8月）
- 来栖川重工presents メイドロボ3姉妹 ラジオはじめました リターンズ! CDつくりました（2015年11月28日）

### ドラマCD
時期不明
- ふしぎ遊戯 玄武開伝（女の子）

2003年
- 東京タブロイド（桜小路香澄）

2004年
- ビューティー・ポップ（女子生徒）
- 純情エゴイスト（M大の職員）
- LOVE MODE 5（葵一たちの母、通行人女）
- 新宿Guardian（看護婦）
- 新宿Guardian〜2nd mission〜（女学生B）
- ゆびさきミルクティー（女子生徒）

2005年
- ドラマCD 裏 今夜はマのつく大脱走!<本家すぺしゃるVer.>（シーワールドの係員）

2006年
- 月宿る（院内放送）
- ガンパレード・オーケストラ ドラマCD Vol.6 青の章（飛子室アズサ）

2007年
- 翡翠の雫 緋色の欠片2 ドラマCD Vol.1、2（2007年 - 2008年、八坂真緒）

2008年
- どきどき魔女神判2 ドラマCD〜魔女とアクジ、かれ〜なる？大作戦。そして伝説へ〜（羽織くれは）
- 自鳴琴 〜La melodie d'ange〜（阿見結花菜）

2009年
- 比那名居天子のDOKIDOKIディスク（比那名居天子）※同人作品
- 萌え萌え2次大戦（略）☆デラックス ドラマCD（ルーデル）
- H+P -ひめぱら-（キスト）

2010年
- ましろ色シンフォニー オリジナルドラマCD 第1巻（瀬名蘭華、ぱんにゃ）

2011年
- とある魔術の禁書目録II 
アーカイブス シリーズ（結標淡希）

### その他CD
- おしかりCD（2006年）

### CM
- 米油（ナレーション） - ボーソー油脂

### 顔出し出演
- Blu-ray/DVD「アクアプラスライブ&アクアプラスフェスタ2008」（2009年4月8日発売）
- テレビ番組『ぼいすた!』（2011年5月21日、BS-TBS） - 第8回ゲスト

### その他コンテンツ
- 自鳴琴 Webドラマ Chapter.2（阿見結花菜）

## ディスコグラフィ

### キャラクターソング
| 発売日   | 商品名                                                           | 歌                                                                                         | 楽曲                                                  | 備考                                             |
| 2008年   | 2008年                                                           | 2008年                                                                                     | 2008年                                                | 2008年                                           |
| -------- | ---------------------------------------------------------------- | ------------------------------------------------------------------------------------------ | ----------------------------------------------------- | ------------------------------------------------ |
| 12月25日 | ToHeart2 キャラクターソングス Vol.2                              | シルファ（櫻井浩美）                                                                       | 「笑って、わがままプリンセス」                        | ゲーム『ToHeart2』関連曲                         |
| 2009年   |                                                                  |                                                                                            |                                                       |                                                  |
| 1月19日  | 比那名居天子のDOKIDOKIディスク                                   | 比那名居天子（櫻井浩美）                                                                   | 「Angel's Justice!」                                  |                                                  |
| 8月14日  | ToHeart2 adplus Summer Album                                     | シルファ（櫻井浩美）、河野はるみ（山川琴美）                                               | 「一番星」                                            | OVA『ToHeart2 adplus』関連曲                     |
| 12月29日 | ToHeart2 adplus Winter Album                                     | シルファ（櫻井浩美）、ミルファ（山川琴美）、イルファ（萩原えみこ）                         | 「Heart To Heart（決戦のバレンタインなのれす!Ver.）」 | OVA『ToHeart2 adplus』関連曲                     |
| 2010年   |                                                                  |                                                                                            |                                                       |                                                  |
| 7月21日  | 真・恋姫†無双 歌将大乱                                           | 孫権（櫻井浩美）                                                                           | 「日々是精進！」                                      | テレビアニメ『真・恋姫†無双 〜乙女大乱〜』関連曲 |
| 2012年   |                                                                  |                                                                                            |                                                       |                                                  |
| 9月26日  | Comic Market 82 Limited CD OVA「ToHeart2」キャラソンセレクション | シルファ（櫻井浩美）、ミルファ（山川琴美）、イルファ（萩原えみこ）                         | 「虹の架け橋」                                        | OVA『ToHeart2 adplus』関連曲                     |
| 9月26日  | Comic Market 82 Limited CD OVA「ToHeart2」キャラソンセレクション | シルファ（櫻井浩美）、ミルファ（山川琴美）                                                 | 「君が残したもの」                                    | OVA『ToHeart2 adnext』関連曲                     |
| 2015年   |                                                                  |                                                                                            |                                                       |                                                  |
| 3月25日  | AQUAPLUS VOCAL COLLECTION VOL.10                                 | シルファ（櫻井浩美）、草壁優季（佐藤利奈）、まーりゃん（小暮英麻）、柚原春夏（本多知恵子） | 「魔法のmelody」                                      | OVA『ToHeart2 ダンジョントラベラーズ』関連曲     |